# Richard Lindahl

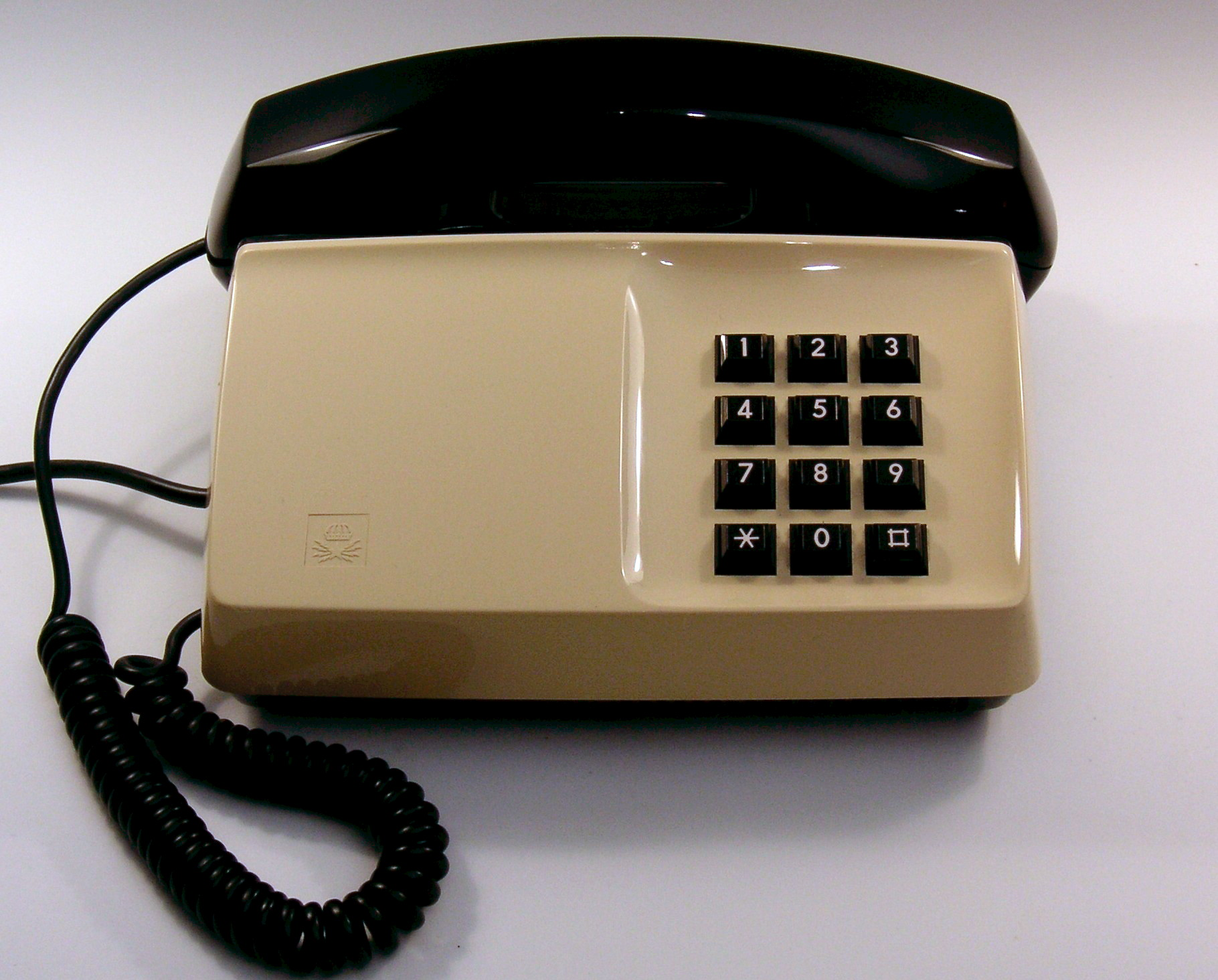
Diavox-telefon

Richard Lindahl, född 15 maj 1936 i Vibyggerå, Västernorrlands län är en svensk formgivare som bland annat designat den klassiska knapptelefonen Diavox, tillsammans med Carl-Arne Breger. Lindahl är representerad vid bland annat Nationalmuseum i Stockholm.